# 哈尔科夫装甲厂
哈尔科夫装甲厂（烏克蘭語：Товариство з обмеженою відповідальністю Харківський бронетанковий завод, ТОВ "ХАРКІВСЬКИЙ БТЗ", ТОВ "ХБТЗ"，羅馬化：Tovarystvo z obmezhenoyu vidpovidalʹnistyu Kharkivsʹkyy bronetankovyy zavod, TOV "Kharkivsʹkyy BTZ", TOV "KhBTZ"，直译：私人有限公司哈尔科夫装甲厂，通常简称KhBTZ）是一家专门从事T-64、T-80、T-72坦克以及5TDF和GTD-1250坦克发动机大修和现代化的企业。该工厂还维修坦克瞄准具、激光测距仪和一系列制导武器。直到苏联解体之前，该工厂每月对约60辆坦克和55台发动机进行大修。

## 介绍

### 主要业务范围
- 装甲车的维修和现代化；
- 生产战车：BMP-55、BMP-64、BMP-K-64、轻型突击车；
- 生产特种设备：履带式消防车GPM-64、架桥坦克MT-64、拖拉机PT-14、PT-14S；
- 生产遥控作战模块：BM-125、GSh-23L、Blyk-2、Utes-1；
- 生产独立发电装置：AEA-5、AEA-10。

### 国防
哈尔科夫装甲厂是国企乌克兰国防工业的一部分。长期以来，该企业人员少，基本被忽视。
2011年3月23日，哈尔科夫装甲厂签订了T-72坦克现代化改造的合同。
2013年4月17日，哈尔科夫装甲厂推出了T-80和BM堡垒统一的新型作战平台。此次统一涉及发动机、服务系统、变速箱、行走机构和电气设备。
该平台搭载6TD-2E发动机，功率895 kW（1,200 hp）。并可以确保高水平的基本保护。
2014年9月，哈尔科夫装甲厂库存有585辆坦克。
2014年，随着乌克兰顿巴斯战争的爆发，DOZ框架内的哈尔科夫装甲厂收到了大量订单。修复后的T-64坦克参加了多次战斗。T-80坦克的修复工作从2015年4月开始进行，并作为乌克兰空降突击军的一部分被派往新成立的坦克连。
BMPV-64的量产工作也陆续开展。因此，一些相关工作场所和行政大楼也恢复使用了。管理活动和生产过程的计算机化已经开始。工厂范围受到严格保护，围栏上的洞被封闭，并安装了视频监控。
工厂实行2班制运营，计划恢复履行出口订单。
据悉，从乌克兰东部的敌对行动开始到2015年7月15日期间，该厂修复了50多辆坦克。
2015年，工厂向乌克兰武装部队移交了50多辆经过修复和现代化的T-80BV和T-64BV坦克。
2019年2月，该企业开始将T-80UD坦克现代化至T-84U堡垒的水平。进行此类现代化改造的坦克数量并未透露，但众所周知，这是一份相当大的合同，公司将为此工作多年。
2021年春季，根据乌克兰国防工业的公告，哈尔科夫装甲厂向乌克兰武装部队运送了一批T-64坦克，这些坦克经过了深度现代化改造。工厂在资金有限的情况下提前完成了2021年DOZ框架内的合同。
2022年2月，工厂获得了乌克兰武装部队T-64BVK指挥坦克现代化改造合同。坦克的数量和合同的执行条款都没有披露。
2022年俄罗斯入侵乌克兰后，俄军炮兵两次袭击该工厂（2月25日和3月2日），可能大幅降低其生产能力。6月8日，工厂再次遭受导弹袭击。工厂至今仍处于停运状态。